# 조프루아 5세 당주 백작
조프루아 5세(Geoffrey V, 1113년 8월 24일 - 1151년 9월 7일)는 노르망디 공작이자 앙주와 뚜렌느, 멘의 백작이며, 헨리 2세의 아버지이자 플랜태저넷 왕가의 시조이다. 1129년에 앙주 백작, 뚜렌느 백작, 멘 백작 작위를 세습했고, 1144년에는 노르망디 공국을 정복해 노르망디 공작이 되었다.
헨리 1세의 딸이자 하인리히 5세의 미망인이었던 마틸다와의 결혼하여 헨리 2세, 낭뜨 백작 조프루아, 푸아투 백작 기욤 10세를 낳았다.

## 생애 초기
앙주의 풀크 5세와 멘 백작의 딸 아렝뷔르가 사이에서 장자로 태어났다. 전투에 나갈 때마다 금작화 가지를 투구에 꽂은 것 때문에 플랜태저넷(Plantagenet)이라는 별칭을 얻었다. 그의 재능과 기량에 대한 소식을 들은 잉글랜드 국왕 헨리 1세가 특사를 보내 딸 마틸다와의 결혼 협상이 두 가문 사이에 시작되었다. 협상이 합의에 이르자, 결혼을 위해 15살이 되던 1128년 6월 10일년 루앙에서 기사에 서임되었다.

## 결혼
1128년 6월 11일 이뤄진 마틸다와의 결혼은 잉글랜드/노르망디와 앙주 간의 평화 협정 및 동맹의 의미가 강했다. 마틸다는 조프루아보다 11살이 많았으며, 잉글랜드 국왕의 추정상속인이자 신성 로마 제국의 황제의 황후였던 자신에 대한 강한 자부심이 있었고, 한낱 백작 가문의 아들에 불과한 어린 남편과의 결혼이 불만스러웠다. 때문에 둘 사이의 결혼 생활은 순탄치 못해 종종 격렬한 다툼 끝에 오랜 별거를 반복하는 상태였다. 하지만 결혼을 유지하는 것이 서로에게 이득이 된다는 것을 안 둘 사이에는 가문을 이을 세 명의 아들이 태어났으며, 마틸다는 조프루아보다 더 오래 살았다.

## 앙주 백작
1128년 아버지 풀크가 예루살렘 왕국의 왕 보두앵 2세의 상속녀 멜리장드의 베필로 추천되었고, 풀크는 1129년에 앙주 백작령을 조프루아에게 넘기고 예루살렘으로 떠났다.
마르무티에의 존이 서술한 기록에 따르면 조프루와는 아름다운 외모에 붉은 머리카락이었으며 쾌활했으며 위대한 전사였다고 묘사되어 있다. 하지만 디케토의 랄프에 따르면 그의 매력들이 차갑고 천박하며 이기적인 본성을 숨기게 했다라는 평을 남겼다.
1135년 장인 헨리 1세가 사망하자 마틸다는 자신의 왕위 계승권을 주장하기 위해 노르망디로 갔다. 노르망디 지역의 영주들은 그녀에게 승복했으나 잉글랜드에서는 그녀의 사촌인 블루아의 스티븐을 왕으로 선출했고, 노르망디도 스티븐 쪽으로 돌아섰다. 이듬해 조프루아는 아내의 왕위계승권 전쟁을 위해 병력을 내어주었고, 1139년 마틸다는 140명의 기사들과 함께 잉글랜드에 상륙했다. 이후 스티븐을 사로잡은 마틸다가 영국의 여영주가 되었으나 그 기간은 매우 짧았고 풀려난 스티븐에 의해 퇴각해야 했다.
1142년에서 1143년 동안 조프루아는 노르망디 서부 전역과 센 남주지역을 장악했고, 1144년 1월 14일에 센을 가로질러 루앙으로 입성해 여름에는 노르망디 공작에 올랐고, 이듬해 루이 7세로부터 정식으로 인정받았다. 1144년 앙주에 오거스틴 수도원을 세웠다. 조프루아는 1149년까지 공작령을 다스리다 마틸다와 함께 아들 앙리에게 물려주었고, 이 세습은 다음해에 역시 루이 7세에 의해 승인되었다.
조프루아 치세 동안 1129년과 1135년, 1145년 - 1151년 동안 세 번의 반란이 남작들에 의해 발생했으나 모두 제압했다. 남동생인 엘리아와 사이가 나빠 종종 다투었으며 결국 1151년까지 감옥에 가두기도 했다. 이러한 반란의 위협은 그가 노르망디를 정복하는 데 걸림돌이 되었고, 그가 잉글랜드에 개입할 여유가 없게 만든 한 이유였다. 1153년에 월링포드 조약이 체결됨으로써 마틸다 쪽은 스티븐이 잉글랜드의 왕이라는 걸 인정하는 대신에 다음 국왕은 그들의 아들인 앙리가 계승하는 결과를 얻어냈다.

## 사망
조프루아는 1151년 9월 7일 갑작스럽게 사망했다. 임종이 다가오자 조프루아는 앙리에게 잉글랜드의 왕이 되고 나면 앙주 백작령과 멘 백작령을 동생 낭뜨 백작 조프루아에게 넘기겠다는 맹세를 하기 전까지는 자신의 시신을 매장하지 말라는 명령을 내렸다. 당연히 자신의 것이라고 생각한 영지를 동생에게 넘기기를 거부한 앙리는 한동안 시신을 그대로 방치했으나 결국 지인들의 설득에 의해 앙주에서 아버지의 장례식을 성대하게 치렀다.